# Dyscia belgaria
Dyscia belgaria är en fjärilsart som beskrevs av Jacob Hübner 1790. Dyscia belgaria ingår i släktet Dyscia och familjen mätare. Inga underarter finns listade i Catalogue of Life.